# یبوح امانکوه
یبوح امانکوه (انگلیسی: Yeboah Amankwah؛ زادهٔ ۱۹ اکتبر ۲۰۰۰) بازیکن فوتبال اهل بریتانیا است.